# Levko Loekjanenko
Levko Hryhorovytsj Loekjanenko (Oekraïens: Левко Григорович Лук'яненко; Chrypivka, oblast Tsjernihiv, OekrSSR, 24 augustus 1928 – Kiev, 7 juli 2018) was een Oekraïens jurist, mensenrechtenactivist, schrijver en politicus. Als dissident tijdens de sovjetperiode bracht hij 27 jaar in strafkampen door. Na de val van het communisme was hij lange tijd leider van de nationalistische Oekraïense Republikeinse Partij en was gedurende vier termijnen lid van het Oekraïense parlement, de Verchovna Rada. In 1991 was hij degene die de Oekraïense onafhankelijkheidsverklaring schreef.

## Levensloop

### Dissident in de Sovjet-Unie

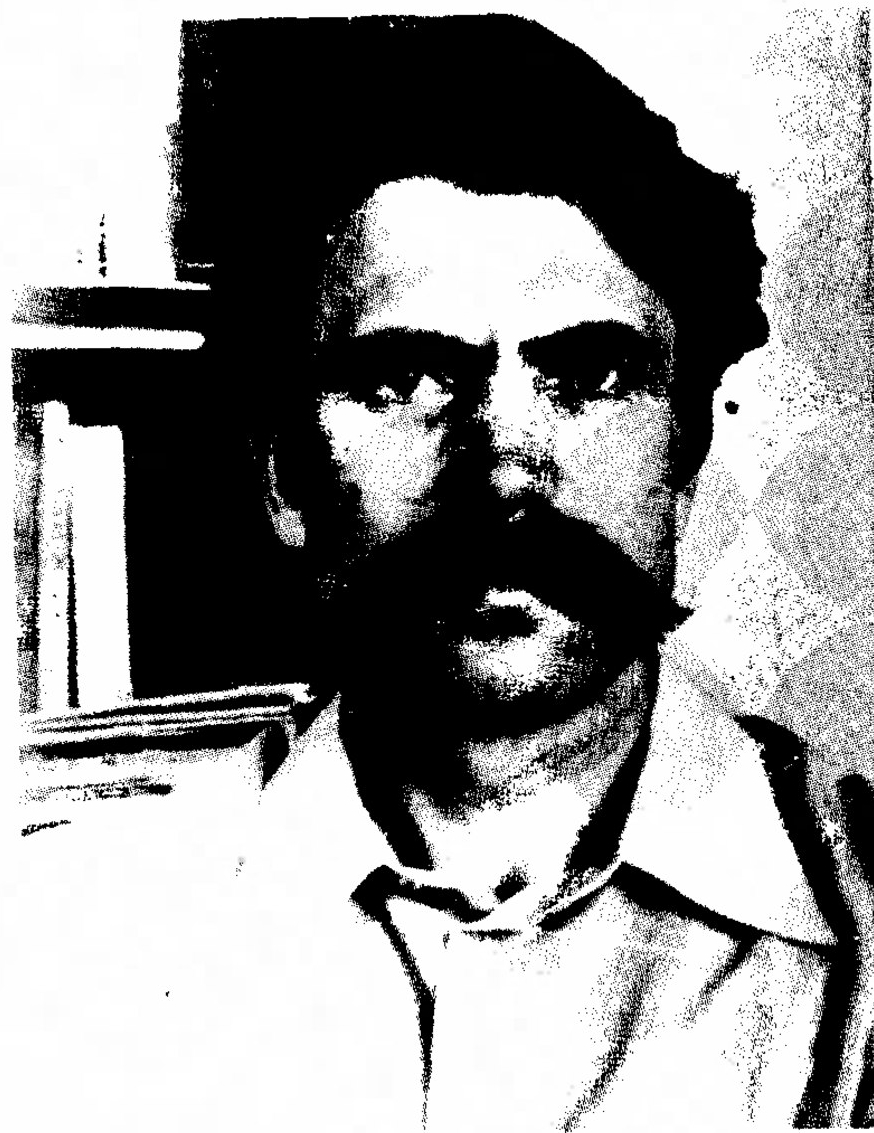
Levko Loekjanenko in 1983

Loekjanenko werd geboren in het dorp Chrypivka in de oblast Tsjernihiv in een boerenfamilie. Aanvankelijk volgde hij een rechtenstudie aan de Staatsuniversiteit van Moskou (van 1953 tot 1958) en was hij actief binnen de Communistische Partij van de Sovjet-Unie (CPSU), onder meer als propagandist. Vanaf 1958 echter legde hij zich geheel toe op het ondergrondse verzet tegen de Sovjet-overheersing van Oekraïne; hij behoorde tot de zogenaamde "juristengroep", die zich beriep op het wettelijke recht van de Oekraïense Socialistische Sovjetrepubliek om uit de Sovjet-Unie te treden. In dat jaar was hij samen met de dissident Ivan Kandyba medeoprichter van de ondergrondse Oekraïense Arbeiders- en Boerenunie (OeRSS), die actief werd in het West-Oekraïense stadje Hlynjany. In 1960 werd hij voorzitter, maar niet voor lang: in januari 1961 werd deze organisatie door de autoriteiten opgerold en de leden gearresteerd. In mei van dat jaar werd Loekjanenko uit de partij gezet en ter dood veroordeeld voor "het propageren van Oekraïens separatisme, het ondermijnen van de autoriteit van de CPSU en het zwartmaken van de theorie van het marxisme-leninisme; drie dagen later werd dit vonnis door het Hooggerechtshof van Oekraïne omgezet in vijftien jaar gevangenisstraf, die hij grotendeels uitzat in Mordovië.
Na zijn vrijlating in 1976 keerde Loekjanenko terug naar Oekraïne, waar hij ging werken als elektricien en al snel medeoprichter werd van de Oekraïense Helsinkigroep (OeHH), die was opgericht om de naleving van de (door de Sovjet-Unie ondertekende) Helsinki-akkoorden te bewaken. In december 1977 werd hij opnieuw gearresteerd wegens "anti-Sovjetagitatie en -propaganda". Loekjanenko, die wist wat hem te wachten stond, ging hierop in hongerstaking, weigerde een verklaring af te leggen en zegde zijn staatsburgerschap op. Niettemin werd hij in juli 1978 veroordeeld tot tien jaar werkkamp met streng regime en vijf jaar verbanning. Opnieuw werd hij naar Mordovië gestuurd, en aansluitend (in 1987) naar Tomsk.
In maart 1988 werd Loekjanenko, die inmiddels bijna 27 jaar in gevangenschap had doorgebracht en was uitgegroeid tot een soort "Oekraïense Nelson Mandela", bij verstek gekozen tot hoofd van de heropgerichte maar nog steeds ondergrondse OeHH, die in juli van dat jaar werd omgedoopt tot Oekraïense Helsinki-Unie (OeHS). Nadat de autoriteiten hem tevergeefs hadden aangeboden naar het buitenland te emigreren, werd hij uiteindelijk op 5 november vrijgelaten. Kort daarop keerde hij terug naar Oekraïne.

### Politicus

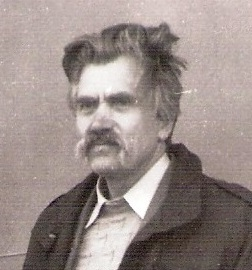
Levko Loekjanenko in 1991

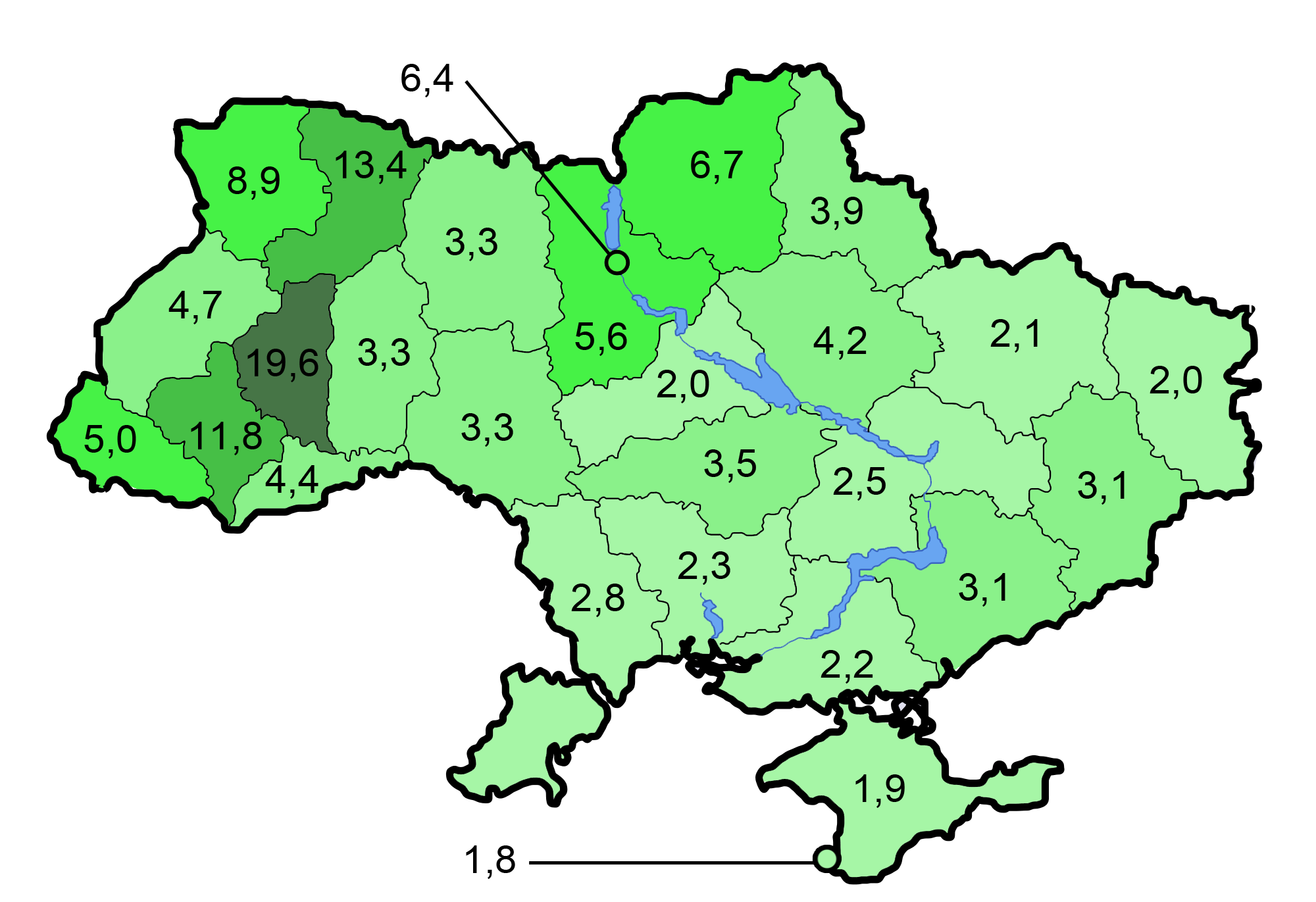
Resultaten van Loekjanenko in de presidentsverkiezingen van 1991, uitgesplist naar oblast. De beste uitslag behaalde hij in de oblast Ternopil (19,6 %).

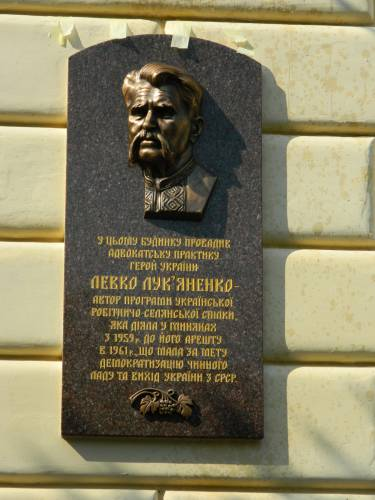
Een plaquette ter nagedachtenis aan Loekjanenko in Hlynjany

In april 1990 werd de OeHS omgevormd tot een der eerste Oekraïense politieke partijen, de Oekraïense Republikeinse Partij (OeRP), en Loekjanenko werd voorzitter. Een maand eerder was hij namens Roech verkozen als lid van de Verchovna Rada, het Oekraïense parlement. In deze hoedanigheid was hij onder meer mede-auteur van de Oekraïense soevereiniteitsverklaring van 16 juli 1990 en de Oekraïense onafhankelijkheidsverklaring van 24 augustus 1991. 
Hij nam deel aan de presidentsverkiezingen van 1 december 1991 als kandidaat van de OeRP, maar kwam met 4,49 % van de stemmen niet verder dan een derde plaats, na de zittende president Leonid Kravtsjoek en de voormalige dissident Vjatsjeslav Tsjornovil.
In mei 1992 werd Loekjanenko buitengewoon gevolmachtigd ambassadeur in Canada, vanwege de belangrijke Oekraïense diaspora aldaar een zware post, waarvoor hij zijn functies als parlementariër en partijvoorzitter neerlegde. Een conflict met de regering in november 1993 dwong hem echter zijn functie op te geven, waarop hij terugkeerde naar Oekraïne. In 1995 werd hij opnieuw lid van de Verchovna Rada.
Bij de parlementsverkiezingen van 1998 was Loekjanenko lijsttrekker van het Nationaal Front (een coalitie van zijn eigen OeRP met het Congres van Oekraïense Nationalisten en de Oekraïense Conservatief-Republikeinse Partij), doch deze behaalde slechts 2,71 % van de stemmen, zodat Loekjanenko vanwege de kiesdrempel van 4 % niet in het parlement terugkeerde. Wel bleef Loekjanenko actief: hij schreef boeken en was betrokken bij verschillende politieke en maatschappelijke organisaties. Zo werd hij in 2001 lid van het Burgercomité ter Bescherming van de Grondwet "Oekraïne zonder Koetsjma" en nam hij in 2004 deel aan de Oranjerevolutie.
In 2006 verliet Loekjanenko de OeRP om een nieuwe partij op te richten, de Oekraïense Republikeinse Partij Loekjanenko. In datzelfde jaar was hij opnieuw kandidaat bij de parlementsverkiezingen, ditmaal op de zesde plaats van de kieslijst van het Blok Joelia Tymosjenko (BJoeT), waarvan ook de OeRP onderdeel was. Hij werd verkozen en nam op 25 mei opnieuw zitting in de Verchovna Rada. Vanwege zijn hoge leeftijd zag hij echter af van een kandidatuur bij de parlementsverkiezingen van 2007. In 2013 trad hij ook af als voorzitter van zijn partij en verliet daarmee de actieve politiek.
Voor zijn verdiensten heeft Loekjanenko vele onderscheidingen ontvangen. In 2005 werd hem door de Oekraïense president Joesjtsjenko de titel "Held van Oekraïne" toegekend en in 2016 kreeg hij van president Porosjenko de Orde van de Vrijheid. In 2017 werd hij voorgedragen voor de Nobelprijs voor de Vrede, maar voordat het Nobelcomité de kans had om zich hierover te buigen, overleed Loekjanenko op 89-jarige leeftijd aan leukemie. Hij ligt begraven op de Bajkove-begraafplaats in Kiev.